# Georgios Psikhundakis
Georgios Psikhundakis (grec: Γεώργιος Ψυχουντάκης, Assí Gonià, 3 de novembre 1920 – Khanià, 29 de gener 2006) va ser un membre de la resistència durant l'ocupació alemanya de Creta en la Segona Guerra Mundial, i escriptor en llengua grega. Va fer de pastor, de carboner, de peó caminaire, d'extra de cinema, d'enterramorts i de moltes altres feines.
Entre 1941 i 1945, va fer de missatger per als resistents cretencs entre les bandes de Petro Petrakas i de Papadakis i els agents britànics de l'Executiu d'Operacions Especials (SOE). Després de la guerra, va ser condecorat pels britànics, però per un error burocràtic va ser empresonat durant més d'un any com a desertor de l'exèrcit grec. Això li va donar temps per escriure les seves memòries, que es van publicar traduïdes a l'anglès amb el títol de The Cretan Runner (1955), entre altres llengües europees.
Com a exemple de la resistència física de Psikhundakis, en una de les seves missions va córrer en una nit de Kastelli Kissamou al nord-oest de Creta fins a Paleókhora a l'extrem sud-oest. La distància per la carretera actual és de 70 km, però ell va haver de fer el camí per gorges i dreceres per evitar les patrulles alemanyes.
Irònicament, va acabar fent de guarda i enterramorts del cementiri de guerra alemany vora Màleme.
Quan un membre de la Comissió de Cementiris de Guerra Alemanys va preguntar com era que aquella feina la feia una persona que no parlava pas alemany, Psikhundakis li va respondre amb humor negre digne d'un enterramorts: "Miri, amb els alemanys que tinc aquí no hi ha gaires oportunitats de practicar-lo".
També va contribuir a la tradició de poesia oral de l'illa, i va traduir al dialecte cretenc la Ilíada i l'Odissea seguint el patró versificat de rodolins de l'Erotokritos.